# Exocentrus densefuscosticticus
Exocentrus densefuscosticticus es una especie de escarabajo longicornio del género Exocentrus, categorizada en la tribu Exocentrini, de la subfamilia Lamiinae. Fue descrita por Breuning en 1957.

## Descripción
Mide 3,5-7 mm de longitud.

## Distribución
Se distribuye por Kenia.